# Міжнародна українська школа
Державний ліцей "Міжнародна українська школа" (ДЛ "МУШ") — державна міжнародна школа екстернатного навчання, розташована в столиці України Києві. Школа надає можливість отримати початкову, базову та повну середню освіту і офіційні документи державного зразка, які підтверджують освітні рівні, здобуті як дистанційно, так і екстерном, особам, які тимчасово чи постійно проживають за межами України. Станом на 2012 навчальний рік у школі навчалося майже 2000 школярів та 400 — за дистанційною формою навчання з 9 країн Європи, зокрема, з Італії, Іспанії, Португалії, Чехії, Австрії, Бельгії, Греції і Франції. Школа працює за програмами Міністерства освіти і науки України, а випускники мають можливість здобути атестат про повну загальну середню освіту державного зразка, що надає їм можливість вступу у вищі навчальні заклади України. Прийом учнів до школи здійснюється на безконкурсній основі. Навчання для дітей громадян України безкоштовне. 

## Коротка історія
У 2006 р. за ініціативи та сприяння Міністерства освіти і науки України було започатковано проект «Міжнародна українська школа» для того, щоб забезпечити право на освіту дітям громадян та громадянам України, що тимчасово чи постійно проживають за кордоном, і вже 7 березня 2007 розпорядженням Кабінету Міністрів України «Про утворення загальноосвітнього навчального закладу „Міжнародна українська школа“» було прийняте рішення про створення школи та затверджено її статут і штатний розпис. 7 липня 2007 неказом Міністерства освіти і науки України «Про створення загальноосвітнього навчального закладу „Міжнародна українська школа“» було створено Міжнародну українську школу. Школа розпочала свою роботу 1 вересня 2007 р.
У цьому ж році Український інститут інформаційних технологій в освіті НТУУ «КПІ» спільно із компанією «Міранда» у взаємодії із працівниками школи приступили до розроблення програмного забезпечення системи дистанційного навчання та дистанційних курсів. Фірма «Міранда» розробила ядро системи управління навчальним процесом, яка включає в себе:
- Модуль реєстрації користувачів з різним рівнем доступу (учень, викладач, методист, директор).
- Модуль управління даними про успішність всіх учнів (журнал успішності).
- Модуль управління даними про успішність кожного учня (щоденник).
- Модуль формування класів.
- Модуль створення занять/уроків.
- Модуль спілкування (внутрішні повідомлення системи та повідомлення електронною поштою).

Наразі розроблені і діють:
- більше 72 дистанційних курсів, що охоплюють шкільну програму загальної середньої освіти 5-11-х класів;
- система управління дистанційним навчанням учнів через Інтернет;
- вебсайт із спеціалізованим програмним середовищем для забезпечення дистанційного навчання через Інтернет.[12]

У травні-липні 2008 р. відповідно до Наказу МОН від 15.05.2008 № 267-ок вперше в історії освіти України було проведено підсумкове річне оцінювання та державна підсумкова атестація учнів українських недільних шкіл Іспанії, Туреччини, Португалії, Чехії та Франції. Річне оцінювання пройшли 731 учень. Свідоцтва про базову середню освіту отримали 90 учнів. Атестати про повну середню освіту отримали 27 випускників.
У жовтні 2015 р., згідно із розпорядженням Кабінету Міністрів України, було розпочато прийом до школи дітей громадян України, які проживають в Автономній Республіці Крим і у м. Севастополі.

## Форма навчання
Форма навчання — екстернат із застосуванням технологій дистанційного навчання. 
За роки функціонування школи сформувалися дві категорії учнів:
- екстерни;
- учні-екстерни.

### Екстерни
Екстерни — це учні, які опановують освітню програму безпосередньо під керівництвом вчителів і методистів Міжнародної української школи та навчаються за індивідуальними навчальними планами дистанційно. Зазвичай, такі учні також навчаються у школі держави перебування чи у міжнародній школі на території цієї держави і здобувають дві освіти — українську та освіту країни перебування або міжнародну. Учні такої категорії представляють 65 країн, навчаються у 5 — 11 класах і становлять дещо менше п'ятої частини від загальної кількості учнів Міжнародної української школи.

### Учні-екстерни
Учні-екстерни — це учні, які навчаються в закордонних українських навчальних закладах, що здебільшого створені і фінансуються за рахунок батьків та/або українських громад діаспори, і мають можливість долучитися до дистанційного навчання в Міжнародній українській школі.
Серед цих шкіл є такі, які пропонують своїм учням освітні програми української школи і готують учнів до атестації з метою отримання державного документа про освіту українського зразка і, разом із тим, є школи, які допомагають лише зберегти мову, традиції, культуру і співпрацюють із Міжнародною українською школою лише з цих питань.
Станом на 2012 сформувалася мережа із 37 українських шкіл зарубіжжя, розташованих у 10 державах, які співпрацюють із Міжнародною українською школою:
- 4 школи із 5-денною формою навчання в Португалії, Чехії, Туреччині, Греці;.
- 15 суботніх шкіл, де вивчаються усі загальноосвітні предмети;
- 16 суботніх шкіл, де вивчаються тільки українознавчі предмети та математика — решту предметів учні опановують факультативно;
- 2 суботні школи, де вивчаються лише українознавчі предмети — решту предметів учні опановують самостійно.

Семестрова, річна та державна підсумкова атестації учнів проводиться безпосередньо в Міжнародній українській школі чи на території перебування учнів спільними комісіями вчителів українських шкіл зарубіжжя та Міжнародної української школи. До складу таких комісій щорічно залучаються також і вчителі київських шкіл, ліцеїв, гімназій, викладачі інституту підвищення кваліфікації педагогічних працівників, працівники Міністерства освіти та науки України.
У процесі атестації передбачена можливість зарахування результатів оцінювання рівня знань чи атестації учнів, отриманих ними в школах країни перебування. Зазвичай, це результати, отримані з іноземних мов, однак, і можуть бути і результати з інших предметів, якщо програми шкіл перебування не мають суттєвих відмінностей рівнів вимог з цих предметів.

## Особливості навчального процесу
Навчальний рік у школі починається 1 жовтня. Зарахування екстерну може бути проведено протягом всього навчального року.

### Зарахування до школи
Для зарахування до школи претендент повинен надати заяву, документ, що засвідчує особу учня (напр., свідоцтво про народження) та необхідні документи, які підтверджують факт постійного чи тимчасового проживання за межами України (напр., проїзні документи дитини із відповідними відмітками про перетин кордону, довідка зі школи, що розташована на території іноземної держави, тощо), документи батьків, на підставі яких вони перебувають поза межами України (напр., резиденція, посвідка на постійне проживання тощо). Окрім цього, потрібні документи, що підтверджують раніше здобуті дитиною освітні рівні за стандартами української освіти (крім учнів, які поступають у перший клас). У разі наявності документів про здобуті освітні рівні в інших країнах, чи за відсутності таких документів, представники школи можуть визначати рівень знань дитини передбаченими методами, включаючи і попередню атестацію. Повний перелік необхідних документів та умови прийому можна отримати безпосередньо, звернувшись до адміністрації школи.
Для зарахування достатньо копій документів, надісланих електронною поштою, однак, сформовану особисту справу школяра необхідно надати в школу особисто чи через довірених осіб або кур'єрською поштою у встановлені прийнятні терміни. Документи, за необхідності, можуть бути повернені вступнику. Це може бути необхідно, якщо учень також вчиться чи планує навчатися і у школі країни перебування. Учень повинен мати персональну адресу електронної пошти та технічні засоби для користування поштою, для зв'язку із школою і для навчання.

### Процес навчання екстернів
Після зарахування екстерн отримує на електронну пошту повідомлення про зарахування, індивідуальний навчальний план, навчальні програми, методичні рекомендації, підручники і посібники, тематичні контрольні роботи, тести та завдання. Після реєстрації кожен учень отримує доступ до дистанційних курсів через логін та пароль.
У процесі навчання передбачена можливість отримання індивідуальних консультацій, які проводяться в режимі Online та очно.

### Процес навчання учнів-екстернів
Якщо учень навчається у зарубіжній українській школі і має бажання здобути українську освіту і документи державного зразка, то для забезпечення такої можливості школа, у якій він навчається, повинна узгодити свій робочий навчальний план із Міжнародною українською школою і проводити навчання за навчальними програмами, підручниками, посібниками, що мають відповідний гриф Міністерства освіти і науки України. Міжнародна українська школа при цьому забезпечує таку школу навчальними програмами, методичною літературою та здійснює методичний супровід процесу викладання і виховання.
Процес навчання, виховання та підготовка учнів-екстернів до оцінювання і атестації забезпечують учителі української зарубіжної школи.
Якщо у школі вивчаються тільки українознавчі предмети — то вивчення учнями такої школи інших предметів відбувається факультативно та/або дистанційно за аналогією із навчанням екстернів.

### Оцінювання рівня знань екстернів
Річне оцінювання рівня знань екстернів здійснюється на основі контролю знань, який передбачає виконання поточних, тематичних, практичних, контрольних робіт, тестів тощо, передбачених індивідуальною програмою учня з кожного навчального предмету, та обов'язкову співбесіду в режимі «online» та/або очно. Результатом такого оцінювання є річна оцінка з кожного предмета. У випускних (4, 9, 11/12) класах річне оцінювання проводиться до 1 червня, у решти класів — до 1 липня.
Атестація проводиться у встановлені Міністерством освіти і науки України терміни, однак, може проводитися достроково за умови виконання індивідуального плану. За позитивними результатами річного оцінювання та атестації рішенням педагогічної ради школи та наказом директора екстернам видають, відповідно, свідоцтво про базову середню освіту чи атестат про повну середню освіту державного зразка.
Учні, які не пройшли атестацію, отримують табель із річними оцінками. Учні, які вивчали тільки окремі предмети, отримують табель із оцінками з цих предметів. До наступного класу їх переводять умовно. Учні, які показали високі результати у навчанні чи у вивченні окремих предметів, можуть нагороджуватися похвальним листом чи похвальною грамотою. Положення про нагородження золотими чи срібними медалями на них не поширюються.

### Оцінювання рівня знань учнів-екстернів
Оцінювання рівня знань учнів-екстернів здійснюється на основі контролю, який передбачає виконання поточних, тематичних, практичних, контрольних робіт, тестів тощо, передбачених програмою навчання з кожного навчального предмету, і здійснюється вчителями зарубіжної школи, які викладали ці предмети. Семестровий і річний контроль передбачає обов'язкову співбесіду в очному режимі і проводиться працівниками Міжнародної української школи.
Атестація учнів може проводитися як на території Міжнародної української школи, так і школи країни перебування учня. При цьому, це може бути школа, осередок української громади, консульство чи посольство України. Для атестації формується комісія, куди обов'язково повинні входити викладачі Міжнародної української школи та можуть входити вчителі зарубіжної школи, вчителі київських шкіл, гімназій, ліцеїв, працівники Міністерства освіти і науки України. При цьому осередок, де проводиться атестація, може бути спільним для декількох шкіл чи і країн в залежності від компактності їх розташування.

## Результати навчання
За даними Українського центру оцінювання якості освіти школа має вищі від середніх по м. Києву результати ЗНО окрім біології, а з хімії — одні із найвищих по місту.
Здобуті освітні рівні і документи державного зразка, що їх підтверджують, надають можливість продовжувати освіту і визнаються навчальними закладами України. Планом заходів Міністерства освіти і науки України щодо підтримки закордонних українців у сфері загальної середньої освіти на 2016-2020 роки передбачені квоти для здобуття вищої освіти за кошти державного бюджету закордонним українцям, статус яких підтверджено посвідченням закордонного українця, та які здобули повну середню освіту і мають позитивні результати.
Окрім цього, українські атестати про повну загальну середню освіту визнаються і надають можливість навчатися у вищих навчальних закладах деяких європейських держав, зокрема, у Греції та Португалії.

## Співпраця із українськими школами зарубіжжя
Співпраця ДЛ "Міжнародна українська школа" із українськими школами зарубіжжя, українськими громадами і українцями, що перебувають чи проживають за кордоном, здійснюється через посольства України, консульства, інформаційно-культурні центри України на території країн перебування, а також і дистанційно. Співпраця полягає у:
- координації діяльності закордонних навчальних закладів;
- організації і забезпеченні інформаційно-методичного, консультативно-аналітичного супроводу процесу навчання, виховання і підготовки до підсумкової атестації;
- організації і проведенні навчання, підвищення кваліфікації і підтвердження кваліфікаційного рівня вчителів українських зарубіжних шкіл і просвітницьких осередків;
- організації і проведенні конференцій, семінарів та зустрічей для обміну досвідом, оцінки діяльності, визначення методів і засобів вирішення проблем та вибору шляхів подальшого розвитку і вдосконалення.

Школа також відкрита до співпраці із національними чи міжнародними школами країн перебування з підготовки до вивчення і введення у освітні програми української, як другої іноземної, у місцевостях компактного проживання українців.